# Leichtathletik-Weltmeisterschaften 1995/Weitsprung der Männer

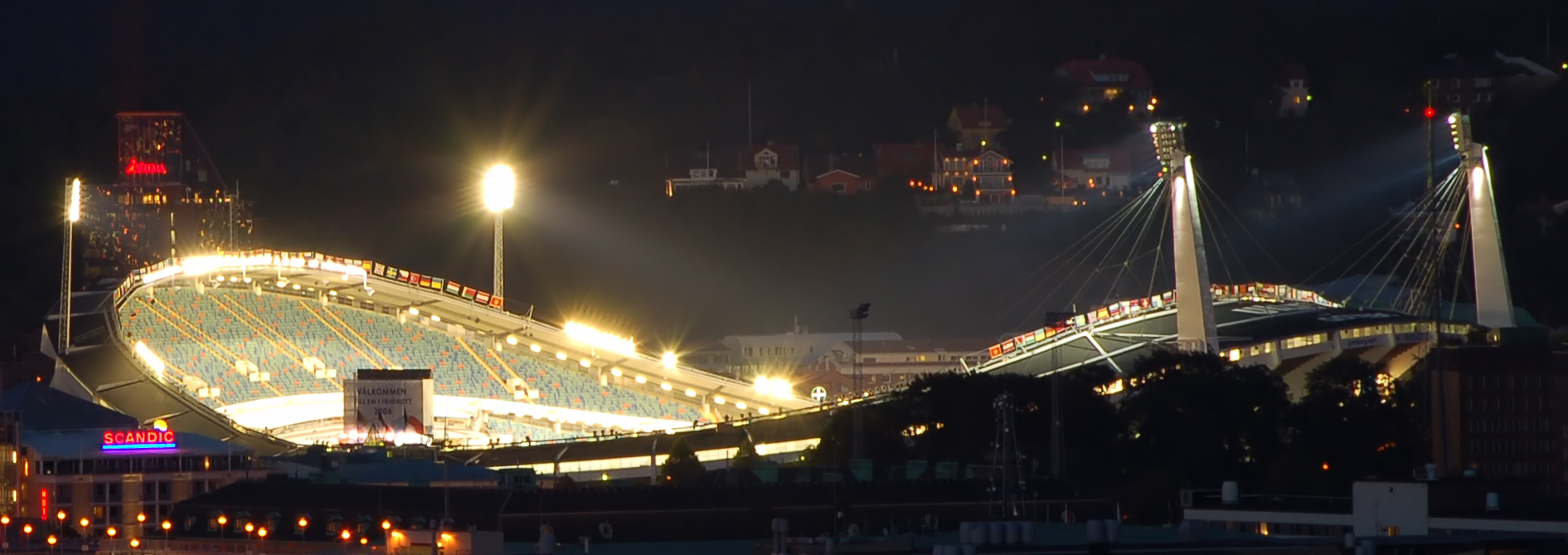
Das Göteborger Ullevi-Stadion im Jahr 2006

Der Weitsprung der Männer bei den Leichtathletik-Weltmeisterschaften 1995 wurde am 11. und 12. August 1995 im Göteborger Ullevi-Stadion ausgetragen.
Weltmeister wurde der Kubaner Iván Pedroso, der bei den Panamerikanischen Spielen 1995 Gold und 1991 Bronze gewonnen hatte. Silber ging an den Jamaikaner James Beckford. Der zweifache Weltmeister (1991/1993), zweifache Olympiazweite (1988/1992) und Weltrekordinhaber Mike Powell aus den Vereinigten Staaten errang die Bronzemedaille.

## Bestehende Rekorde
| Weltrekord               | 8,95 m | Mike Powell | WM 1991 in Tokio, Japan | 30. August 1991 |
| Weltmeisterschaftsrekord | 8,95 m | Mike Powell | WM 1991 in Tokio, Japan | 30. August 1991 |

Der bestehende WM-Rekord wurde bei diesen Weltmeisterschaften nicht eingestellt und nicht verbessert.

## Windbedingungen
In den folgenden Ergebnisübersichten sind die Windbedingungen zu den jeweils besten Sprüngen benannt. Der erlaubte Grenzwert liegt bei zwei Metern pro Sekunde. Bei stärkerer Windunterstützung wird die Weite für den Wettkampf gewertet, findet jedoch keinen Eingang in Rekord- und Bestenlisten.

## Qualifikation
11. August 1995, 18:05 Uhr
49 Teilnehmer traten in zwei Gruppen zur Qualifikationsrunde an. Die Qualifikationsweite für den direkten Finaleinzug betrug 8,05 m. Sieben Athleten übertrafen diese Marke. Das Finalfeld wurde mit den nächstplatzierten Sportlern eigentlich aufgefüllt auf zwölf Springer. In diesem Wettbewerb gab es gleich drei Athleten mit erzielten 7,91 m auf Rang zwölf, die alle die Teilnahmeberechtigung am Finale erworben hatten. Die Regel zur weiteren Differenzierung über die jeweils zweitbesten Versuche kam bzgl. der Frage der Teilnahmeberechtigung am Finale nicht zur Anwendung. So gab es ein Finalfeld mit vierzehn Weitspringern, je sieben qualifiziert über die Erfüllung der gesetzten Qualifikationsweite (hellblau unterlegt) bzw. ihre Platzierung (hellgrün unterlegt).

### Gruppe A

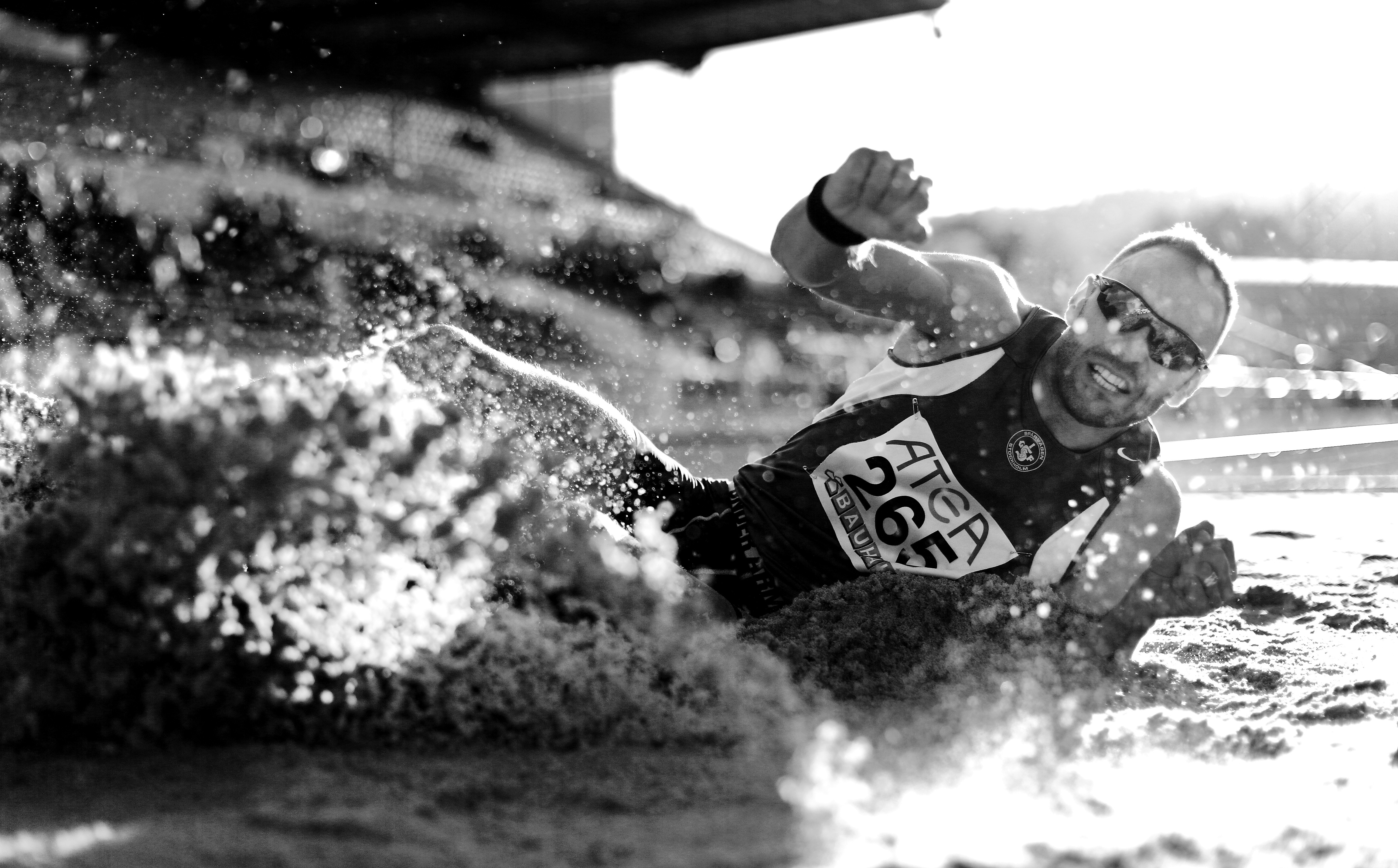
Mattias Sunneborn reichten seine 7,67 m nicht zur Finalteilnahme

| Platz | Name                   | Nation                       | Resultat (m) Wind (m/s) |
| 1     | Mike Powell            | USA                          | 8,25 / +1,4             |
| 2     | Iwajlo Mladenow        | Bulgarien                    | 8,16 / ±0,0             |
| 3     | Georg Ackermann        | Deutschland                  | 8,13 / +0,7             |
| 4     | Bogdan Tudor           | Rumänien                     | 8,06 / +1,8             |
| 5     | Huang Geng             | Volksrepublik China          | 7,98 / +0,9             |
| 6     | Galin Georgiew         | Bulgarien                    | 7,93 / +1,0             |
| 7     | Witalij Kyrylenko      | Ukraine                      | 7,87 / +0,9             |
| 8     | Nélson Carlos Ferreira | Brasilien                    | 7,87 / +0,8             |
| 9     | Siniša Ergotić         | Kroatien                     | 7,85 / +0,2             |
| 10    | Jaime Jefferson        | Kuba                         | 7,84 / +0,4             |
| 11    | Mattias Sunneborn      | Schweden                     | 7,67 / +2,3             |
| 12    | Roberto Coltri         | Italien                      | 7,65 / +1,6             |
| 13    | Konstantin Sarnatskiy  | Usbekistan                   | 7,52 / +1,1             |
| 14    | Elmer Williams         | Puerto Rico                  | 7,37 / +0,9             |
| 15    | Biliaminou Alao        | Benin                        | 7,35 / +1,9             |
| 16    | Stanislaw Tarassenko   | Russland                     | 7,29 / +1,0             |
| 17    | Ellsworth Manuel       | Niederländische Antillen     | 2,38 / +0,8             |
| NM    | Roland McGhee          | USA                          | ogV                     |
| NM    | Roman Orlík            | Tschechien                   | ogV                     |
| NM    | Musabbah Ali Saeed     | Vereinigte Arabische Emirate | ogV                     |
| NM    | Spirídon Vasdékis      | Griechenland                 | ogV                     |
| NM    | Kirill Sossunow        | Russland                     | ogV                     |
| NM    | Armen Martirosjan      | Armenien                     | ogV                     |
| NM    | Fred Salle             | Großbritannien               | ogV                     |
| NM    | Andreja Marinkovic     | BR Jugoslawien               | ogV                     |

### Gruppe B
| Platz | Name                    | Nation                   | Resultat (m) Wind (m/s) |
| 1     | Iván Pedroso            | Kuba                     | 8,45 / +1,9             |
| 2     | James Beckford          | Jamaika                  | 8,24 / +1,5             |
| 3     | Nobuharu Asahara        | Japan                    | 8,08 / +0,7             |
| 4     | Andrei Ignatow          | Russland                 | 8,04 / +1,9             |
| 5     | Franck Zio              | Burkina Faso             | 7,92 / +1,2             |
| 6     | Robert Emmijan          | Armenien                 | 7,91 / +1,3             |
| 7     | Konstandinos Koukodimos | Griechenland             | 7,91 / +1,5             |
| 7     | Kareem Streete-Thompson | USA                      | 7,91 / +1,1             |
| 9     | Milan Gombala           | Tschechien               | 7,88 / +0,7             |
| 10    | Cheikh Tidiane Touré    | Senegal                  | 7,85 / +1,5             |
| 10    | Andrew Owusu            | Ghana                    | 7,85 / +0,7             |
| 12    | Aljaksandr Hlawazki     | Belarus                  | 7,81 / +0,5             |
| 13    | Bogdan Țăruș            | Rumänien                 | 7,79 / +1,3             |
| 14    | Konstantin Krause       | Deutschland              | 7,68 / +0,9             |
| 15    | Douglas de Souza        | Brasilien                | 7,63 / +1.2             |
| 16    | Wladimir Maljawin       | Turkmenistan             | 7,38 / +0,9             |
| 17    | Nikolaj Antonow         | Bulgarien                | 7,36 / +0,4             |
| 18    | Ricardo Valiente Roman  | Peru                     | 7,31 / +1,6             |
| 19    | Huang Baoting           | Volksrepublik China      | 7,29 / +0,6             |
| 20    | Pa Modou Gai            | Gambia                   | 2,17 / +1,9             |
| NM    | Gregor Cankar           | Slowenien                | ogV                     |
| NM    | Chao Chih-Kuo           | Chinesisch Taipeh        | ogV                     |
| NM    | Rogelio Sáenz           | Mexiko                   | ogV                     |
| NM    | Keita Cline             | Britische Jungferninseln | ogV                     |
| DNS   | Obinna Eregbu           | Nigeria                  |                         |

## Finale
12. August 1995, 17:40 Uhr
Anmerkung: Das Symbol „x“ bedeutet „ungültig“.
| Platz | Name                    | Nation              | Resultat (m) Wind (m/s) | 1. Versuch (m)                          | 2. Versuch (m)                          | 3. Versuch (m)                          | 4. Versuch (m)                           | 5. Versuch (m)                           | 6. Versuch (m)                           |
| 1     | Iván Pedroso            | Kuba                | 8,70 / +1,6             | 7,82                                    | 8,70                                    | x                                       | x                                        | 8,28                                     | 8,23                                     |
| 2     | James Beckford          | Jamaika             | 8,30 / ±0,0             | 7,86                                    | x                                       | 8,02                                    | x                                        | 8,12                                     | 8,30                                     |
| 3     | Mike Powell             | USA                 | 8,29 / −0,3             | 8,18                                    | x                                       | 8,29                                    | 8,18                                     | x                                        | x                                        |
| 4     | Georg Ackermann         | Deutschland         | 8,14 / −1,2             | 7,91                                    | x                                       | 7,95                                    | 8,14                                     | x                                        | x                                        |
| 5     | Bogdan Tudor            | Rumänien            | 8,01 / −0,1             | x                                       | 7,68                                    | 8,01                                    | x                                        | 7,97                                     | x                                        |
| 6     | Konstandinos Koukodimos | Griechenland        | 8,00 / ±0,0             | x                                       | 8,00                                    | x                                       | x                                        | x                                        | 7,89                                     |
| 7     | Huang Geng              | Volksrepublik China | 7,94 / −0,9             | 7,60                                    | 7,90                                    | 7,94                                    | 7,58                                     | 7,82                                     | 7,90                                     |
| 8     | Iwajlo Mladenow         | Bulgarien           | 7,93 / +0,5             | x                                       | 7,93                                    | x                                       | x                                        | x                                        | 7,93                                     |
| 9     | Andrei Ignatow          | Russland            | 7,93 / +1,5             | Ablauf in den Quellen nicht aufgelistet | Ablauf in den Quellen nicht aufgelistet | Ablauf in den Quellen nicht aufgelistet | nicht im Finale der besten acht Springer | nicht im Finale der besten acht Springer | nicht im Finale der besten acht Springer |
| 10    | Franck Zio              | Burkina Faso        | 7,87 / −0,9             | Ablauf in den Quellen nicht aufgelistet | Ablauf in den Quellen nicht aufgelistet | Ablauf in den Quellen nicht aufgelistet | nicht im Finale der besten acht Springer | nicht im Finale der besten acht Springer | nicht im Finale der besten acht Springer |
| 11    | Robert Emmijan          | Armenien            | 7,77 / ±0,0             | Ablauf in den Quellen nicht aufgelistet | Ablauf in den Quellen nicht aufgelistet | Ablauf in den Quellen nicht aufgelistet | nicht im Finale der besten acht Springer | nicht im Finale der besten acht Springer | nicht im Finale der besten acht Springer |
| 12    | Nobuharu Asahara        | Japan               | 7,77 / +1,2             | Ablauf in den Quellen nicht aufgelistet | Ablauf in den Quellen nicht aufgelistet | Ablauf in den Quellen nicht aufgelistet | nicht im Finale der besten acht Springer | nicht im Finale der besten acht Springer | nicht im Finale der besten acht Springer |
| 13    | Galin Georgiew          | Bulgarien           | 7,72 / −1,1             | Ablauf in den Quellen nicht aufgelistet | Ablauf in den Quellen nicht aufgelistet | Ablauf in den Quellen nicht aufgelistet | nicht im Finale der besten acht Springer | nicht im Finale der besten acht Springer | nicht im Finale der besten acht Springer |
| 14    | Kareem Streete-Thompson | USA                 | 7,43 / −2,1             | Ablauf in den Quellen nicht aufgelistet | Ablauf in den Quellen nicht aufgelistet | Ablauf in den Quellen nicht aufgelistet | nicht im Finale der besten acht Springer | nicht im Finale der besten acht Springer | nicht im Finale der besten acht Springer |

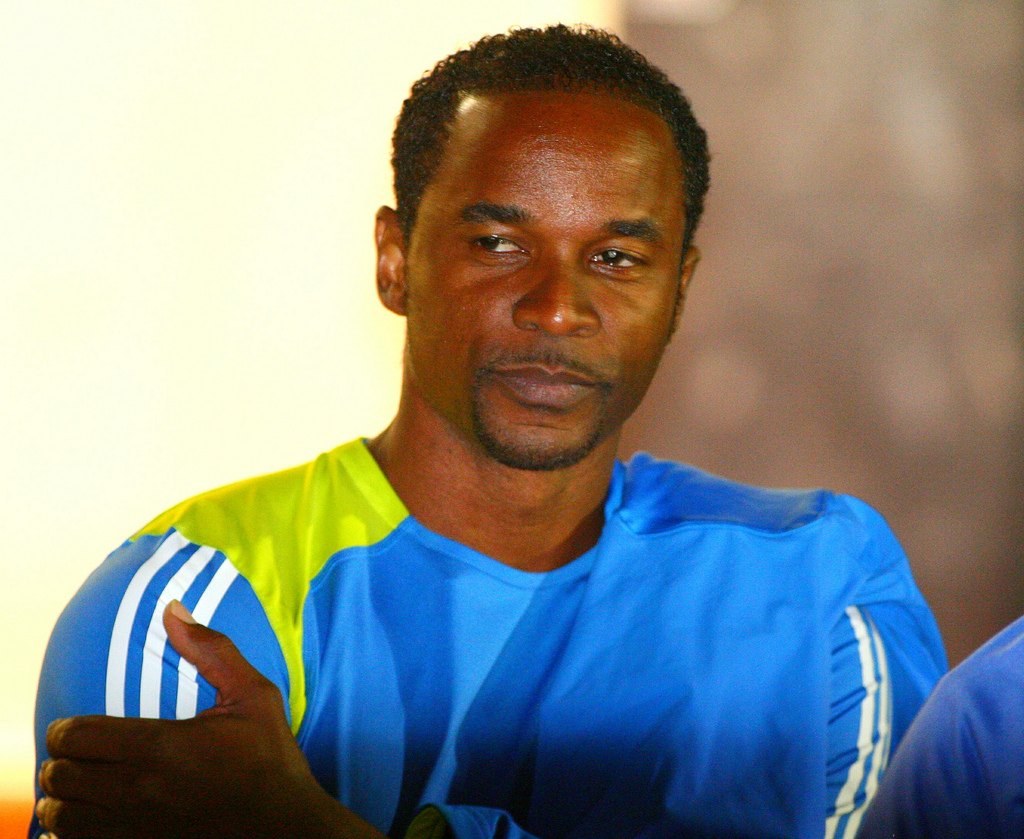
Iván Pedroso (Aufnahme: 2010) errang seinen ersten von vier WM-Titeln
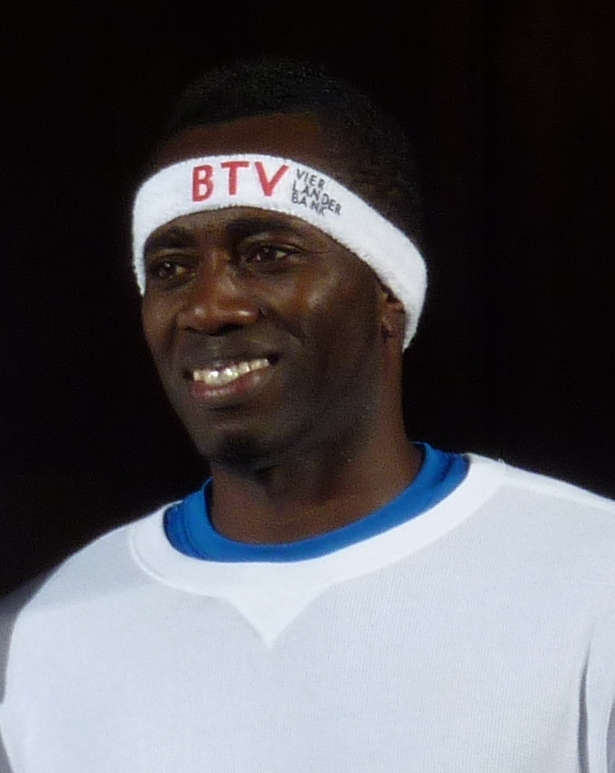
Vizeweltmeister James Beckford (hier im Jahr 2012)
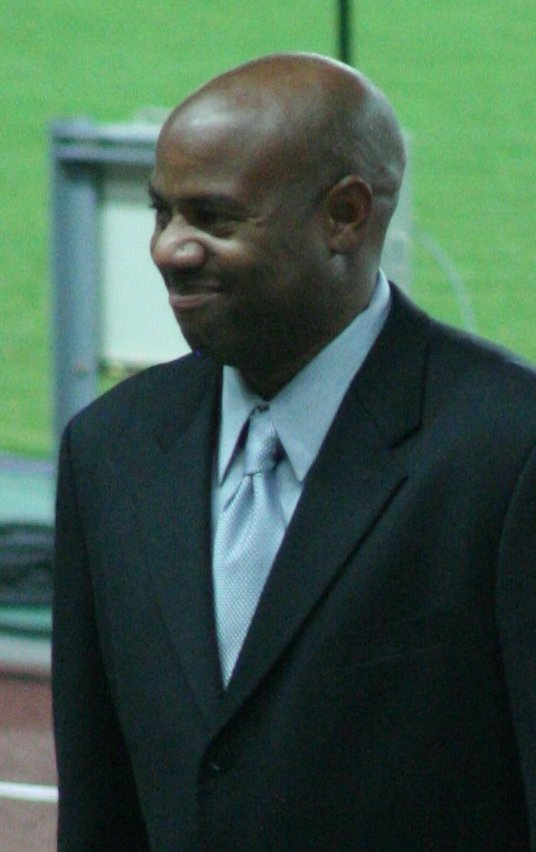
Der Bronzemedaillengewinner Mike Powell (Aufnahme: 2007) war zweifacher Weltmeister (1991/1993), zweifacher Olympiazweiter (1988/1992) und Inhaber des Weltrekords

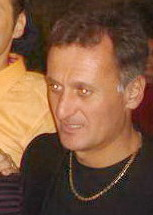
Robert Emmijan (Foto: 2006), 1987 Vizeweltmeister und Europarekordinhaber, kam auf den elften Platz
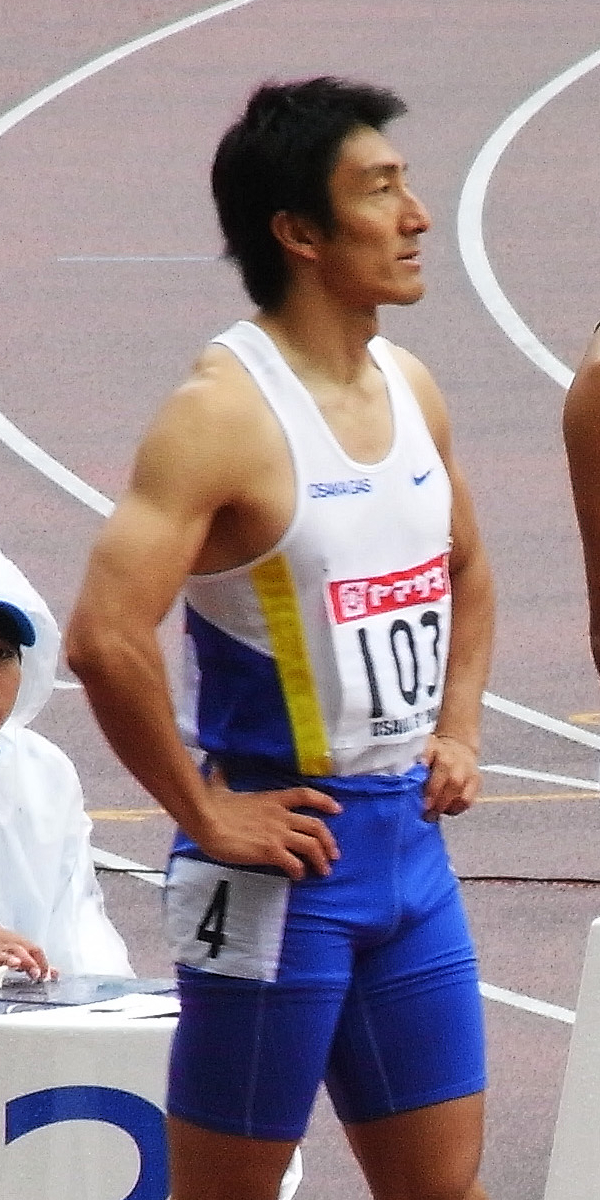
Nobuharu Asahara, aktiv als Weitspringer und Sprinter, erreichte Platz zwölf

## Video
- Long Jump Men's 1995 World Championships auf youtube.com, abgerufen am 29. Mai 2020